# アラバマ州の都市圏の一覧

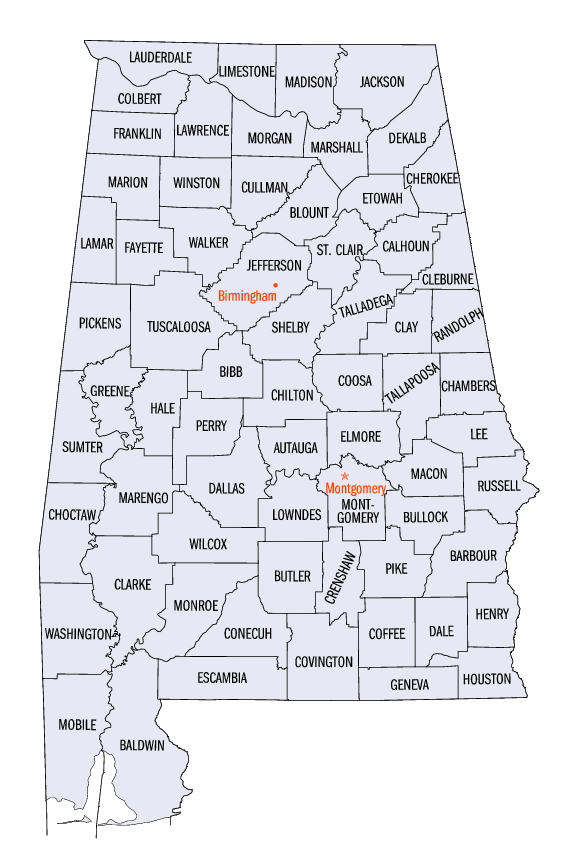
アラバマ州の67郡を示す地図

本項目はアラバマ州の都市圏の一覧（アラバマしゅうのとしけんのいちらん）である。
アメリカ合衆国国勢調査局は、アラバマ州に合同統計地域（CSA/広域都市圏）9ヶ所、大都市統計地域（MSA/都市圏）13ヶ所、および小都市統計地域（μSA/小都市圏）13ヶ所を定義している。下表には、左列より以下の情報を示す。
- 合同統計地域（定義されている場合）の名称
- 合同統計地域の人口
- コアベース統計地域（大都市統計地域および小都市統計地域）の名称
- コアベース統計地域の人口
- 各統計地域に含まれる郡の名称
- 各統計地域に含まれる郡の人口

なお、下表においては、アラバマ州と他州にまたがる合同統計地域およびコアベース統計地域については、名称と統計地域の総人口を青緑色で、アラバマ州内の人口を黒色でそれぞれ示す。また、他州のコアベース統計地域および郡については、その名称と人口を緑色でそれぞれ示す。
下表における人口の数値はすべて2020年に行われた国勢調査時のものである。また、合同統計地域、コアベース統計地域（大都市統計地域・小都市統計地域）のいずれも、2023年7月21日時点での定義に従う。
| 合同統計地域                                                     | 人口             | コアベース統計地域                                     | 人口           | 郡                               | 人口      |
| ---------------------------------------------------------------- | ---------------- | ------------------------------------------------------ | -------------- | -------------------------------- | --------- |
| バーミングハム・カルマン・タラデガ広域都市圏                     | 1,361,033        | バーミングハム都市圏                                   | 1,180,631      | ジェファーソン郡                 | 674,721   |
| バーミングハム・カルマン・タラデガ広域都市圏                     | 1,361,033        | バーミングハム都市圏                                   | 1,180,631      | シェルビー郡                     | 223,024   |
| バーミングハム・カルマン・タラデガ広域都市圏                     | 1,361,033        | バーミングハム都市圏                                   | 1,180,631      | セントクレア郡                   | 91,103    |
| バーミングハム・カルマン・タラデガ広域都市圏                     | 1,361,033        | バーミングハム都市圏                                   | 1,180,631      | ウォーカー郡                     | 65,342    |
| バーミングハム・カルマン・タラデガ広域都市圏                     | 1,361,033        | バーミングハム都市圏                                   | 1,180,631      | ブラウント郡                     | 59,134    |
| バーミングハム・カルマン・タラデガ広域都市圏                     | 1,361,033        | バーミングハム都市圏                                   | 1,180,631      | チルトン郡                       | 45,014    |
| バーミングハム・カルマン・タラデガ広域都市圏                     | 1,361,033        | バーミングハム都市圏                                   | 1,180,631      | ビブ郡                           | 22,293    |
| バーミングハム・カルマン・タラデガ広域都市圏                     | 1,361,033        | タラデガ・シラコーガ小都市圏                           | 92,536         | タラデガ郡                       | 82,149    |
| バーミングハム・カルマン・タラデガ広域都市圏                     | 1,361,033        | タラデガ・シラコーガ小都市圏                           | 92,536         | クーサ郡                         | 10,387    |
| バーミングハム・カルマン・タラデガ広域都市圏                     | 1,361,033        | カルマン小都市圏                                       | 87,866         | カルマン郡                       | 87,866    |
| ハンツビル・ディケーター・アルバートビル広域都市圏               | 852,756 817,437  | ハンツビル都市圏                                       | 491,723        | マディソン郡                     | 388,153   |
| ハンツビル・ディケーター・アルバートビル広域都市圏               | 852,756 817,437  | ハンツビル都市圏                                       | 491,723        | ライムストーン郡                 | 103,570   |
| ハンツビル・ディケーター・アルバートビル広域都市圏               | 852,756 817,437  | ディケーター都市圏                                     | 156,494        | モーガン郡                       | 123,421   |
| ハンツビル・ディケーター・アルバートビル広域都市圏               | 852,756 817,437  | ディケーター都市圏                                     | 156,494        | ローレンス郡                     | 33,073    |
| ハンツビル・ディケーター・アルバートビル広域都市圏               | 852,756 817,437  | アルバートビル小都市圏                                 | 97,612         | マーシャル郡                     | 97,612    |
| ハンツビル・ディケーター・アルバートビル広域都市圏               | 852,756 817,437  | フォートペイン小都市圏                                 | 71,608         | ディカーブ郡                     | 71,608    |
| ハンツビル・ディケーター・アルバートビル広域都市圏               | 852,756 817,437  | ファイエットビル小都市圏                               | 35,319         | テネシー州リンカーン郡           | 35,319    |
| モービル・ダフネ・フェアホープ広域都市圏                         | 646,576          | モービル都市圏                                         | 414,809        | モービル郡                       | 414,809   |
| モービル・ダフネ・フェアホープ広域都市圏                         | 646,576          | ダフネ・フェアホープ・フォリー都市圏                   | 231,767        | ボールドウィン郡                 | 231,767   |
| モントゴメリー・セルマ広域都市圏                                 | 424,509          | モントゴメリー都市圏                                   | 386,047        | モントゴメリー郡                 | 228,954   |
| モントゴメリー・セルマ広域都市圏                                 | 424,509          | モントゴメリー都市圏                                   | 386,047        | エルモア郡                       | 87,977    |
| モントゴメリー・セルマ広域都市圏                                 | 424,509          | モントゴメリー都市圏                                   | 386,047        | オートーガ郡                     | 58,805    |
| モントゴメリー・セルマ広域都市圏                                 | 424,509          | モントゴメリー都市圏                                   | 386,047        | ラウンズ郡                       | 10,311    |
| モントゴメリー・セルマ広域都市圏                                 | 424,509          | セルマ小都市圏                                         | 38,462         | ダラス郡                         | 38,462    |
| コロンバス・オーバーン・オーペライカ広域都市圏                   | 563,967 294,267  | コロンバス都市圏                                       | 328,883 59,183 | ジョージア州マスコギー郡         | 206,922   |
| コロンバス・オーバーン・オーペライカ広域都市圏                   | 563,967 294,267  | コロンバス都市圏                                       | 328,883 59,183 | ラッセル郡                       | 59,183    |
| コロンバス・オーバーン・オーペライカ広域都市圏                   | 563,967 294,267  | コロンバス都市圏                                       | 328,883 59,183 | ジョージア州ハリス郡             | 34,668    |
| コロンバス・オーバーン・オーペライカ広域都市圏                   | 563,967 294,267  | コロンバス都市圏                                       | 328,883 59,183 | ジョージア州チャッタフーチー郡   | 9,565     |
| コロンバス・オーバーン・オーペライカ広域都市圏                   | 563,967 294,267  | コロンバス都市圏                                       | 328,883 59,183 | ジョージア州マリオン郡           | 7,498     |
| コロンバス・オーバーン・オーペライカ広域都市圏                   | 563,967 294,267  | コロンバス都市圏                                       | 328,883 59,183 | ジョージア州タルボット郡         | 5,733     |
| コロンバス・オーバーン・オーペライカ広域都市圏                   | 563,967 294,267  | コロンバス都市圏                                       | 328,883 59,183 | ジョージア州スチュアート郡       | 5,314     |
| コロンバス・オーバーン・オーペライカ広域都市圏                   | 563,967 294,267  | オーバーン・オーペライカ都市圏                         | 193,773        | リー郡                           | 174,241   |
| コロンバス・オーバーン・オーペライカ広域都市圏                   | 563,967 294,267  | オーバーン・オーペライカ都市圏                         | 193,773        | メイコン郡                       | 19,532    |
| コロンバス・オーバーン・オーペライカ広域都市圏                   | 563,967 294,267  | アレクサンダーシティ小都市圏                           | 41,311         | タラプーサ郡                     | 41,311    |
|                                                                  |                  | タスカルーサ都市圏                                     | 268,674        | タスカルーサ郡                   | 227,036   |
| ピケンズ郡                                                       | 19,123           | タスカルーサ都市圏                                     | 268,674        |                                  |           |
| ヘイル郡                                                         | 14,785           | タスカルーサ都市圏                                     | 268,674        |                                  |           |
| グリーン郡                                                       | 7,730            | タスカルーサ都市圏                                     | 268,674        |                                  |           |
| ドーサン・エンタープライズ・オザーク広域都市圏                   | 253,798          | ドーサン都市圏                                         | 151,007        | ヒューストン郡                   | 107,202   |
| ドーサン・エンタープライズ・オザーク広域都市圏                   | 253,798          | ドーサン都市圏                                         | 151,007        | ジェニーバ郡                     | 26,659    |
| ドーサン・エンタープライズ・オザーク広域都市圏                   | 253,798          | ドーサン都市圏                                         | 151,007        | ヘンリー郡                       | 17,146    |
| ドーサン・エンタープライズ・オザーク広域都市圏                   | 253,798          | エンタープライズ小都市圏                               | 53,465         | コフィー郡                       | 53,465    |
| ドーサン・エンタープライズ・オザーク広域都市圏                   | 253,798          | オザーク小都市圏                                       | 49,326         | デイル郡                         | 49,326    |
| フローレンス・マッスルショールズ・ラッセルビル広域都市圏         | 182,904          | フローレンス・マッスルショールズ都市圏                 | 150,791        | ローダーデール郡                 | 93,564    |
| フローレンス・マッスルショールズ・ラッセルビル広域都市圏         | 182,904          | フローレンス・マッスルショールズ都市圏                 | 150,791        | コルバート郡                     | 57,227    |
| フローレンス・マッスルショールズ・ラッセルビル広域都市圏         | 182,904          | ラッセルビル小都市圏                                   | 32,113         | フランクリン郡                   | 32,113    |
|                                                                  |                  | アニストン・オックスフォード都市圏                     | 116,441        | カルフーン郡                     | 116,441   |
|                                                                  |                  | ガズデン都市圏                                         | 103,436        | エトワ郡                         | 103,436   |
| チャタヌーガ・クリーブランド・ダルトン広域都市圏                 | 975,226 52,579   | チャタヌーガ都市圏                                     | 562,647        | テネシー州ハミルトン郡           | 366,207   |
| チャタヌーガ・クリーブランド・ダルトン広域都市圏                 | 975,226 52,579   | チャタヌーガ都市圏                                     | 562,647        | ジョージア州カトーサ郡           | 67,872    |
| チャタヌーガ・クリーブランド・ダルトン広域都市圏                 | 975,226 52,579   | チャタヌーガ都市圏                                     | 562,647        | ジョージア州ウォーカー郡         | 67,654    |
| チャタヌーガ・クリーブランド・ダルトン広域都市圏                 | 975,226 52,579   | チャタヌーガ都市圏                                     | 562,647        | テネシー州マリオン郡             | 28,837    |
| チャタヌーガ・クリーブランド・ダルトン広域都市圏                 | 975,226 52,579   | チャタヌーガ都市圏                                     | 562,647        | ジョージア州デイド郡             | 16,251    |
| チャタヌーガ・クリーブランド・ダルトン広域都市圏                 | 975,226 52,579   | チャタヌーガ都市圏                                     | 562,647        | テネシー州スクアッチ郡           | 15,826    |
| チャタヌーガ・クリーブランド・ダルトン広域都市圏                 | 975,226 52,579   | ダルトン都市圏                                         | 142,837        | ジョージア州ウィットフィールド郡 | 102,864   |
| チャタヌーガ・クリーブランド・ダルトン広域都市圏                 | 975,226 52,579   | ダルトン都市圏                                         | 142,837        | ジョージア州マレー郡             | 39,973    |
| チャタヌーガ・クリーブランド・ダルトン広域都市圏                 | 975,226 52,579   | クリーブランド都市圏                                   | 126,164        | テネシー州ブラッドリー郡         | 108,620   |
| チャタヌーガ・クリーブランド・ダルトン広域都市圏                 | 975,226 52,579   | クリーブランド都市圏                                   | 126,164        | テネシー州ポーク郡               | 17,544    |
| チャタヌーガ・クリーブランド・ダルトン広域都市圏                 | 975,226 52,579   | アセンズ小都市圏                                       | 66,034         | テネシー州マクミン郡             | 53,276    |
| チャタヌーガ・クリーブランド・ダルトン広域都市圏                 | 975,226 52,579   | アセンズ小都市圏                                       | 66,034         | テネシー州メグズ郡               | 12,758    |
| チャタヌーガ・クリーブランド・ダルトン広域都市圏                 | 975,226 52,579   | スコッツボロ小都市圏                                   | 52,579         | ジャクソン郡                     | 52,579    |
| チャタヌーガ・クリーブランド・ダルトン広域都市圏                 | 975,226 52,579   | サマービル小都市圏                                     | 24,965         | ジョージア州チャトゥーガ郡       | 24,965    |
| アトランタ・アセンズ・クラーク郡・サンディスプリングス広域都市圏 | 6,942,683 34,772 | アトランタ・サンディスプリングス・アルファレッタ都市圏 | 6,071,315      | ジョージア州フルトン郡           | 1,066,710 |
| アトランタ・アセンズ・クラーク郡・サンディスプリングス広域都市圏 | 6,942,683 34,772 | アトランタ・サンディスプリングス・アルファレッタ都市圏 | 6,071,315      | ジョージア州グウィネット郡       | 957,062   |
| アトランタ・アセンズ・クラーク郡・サンディスプリングス広域都市圏 | 6,942,683 34,772 | アトランタ・サンディスプリングス・アルファレッタ都市圏 | 6,071,315      | ジョージア州コブ郡               | 766,149   |
| アトランタ・アセンズ・クラーク郡・サンディスプリングス広域都市圏 | 6,942,683 34,772 | アトランタ・サンディスプリングス・アルファレッタ都市圏 | 6,071,315      | ジョージア州ディカーブ郡         | 764,382   |
| アトランタ・アセンズ・クラーク郡・サンディスプリングス広域都市圏 | 6,942,683 34,772 | アトランタ・サンディスプリングス・アルファレッタ都市圏 | 6,071,315      | ジョージア州クレイトン郡         | 297,595   |
| アトランタ・アセンズ・クラーク郡・サンディスプリングス広域都市圏 | 6,942,683 34,772 | アトランタ・サンディスプリングス・アルファレッタ都市圏 | 6,071,315      | ジョージア州チェロキー郡         | 266,620   |
| アトランタ・アセンズ・クラーク郡・サンディスプリングス広域都市圏 | 6,942,683 34,772 | アトランタ・サンディスプリングス・アルファレッタ都市圏 | 6,071,315      | ジョージア州フォーサイス郡       | 251,283   |
| アトランタ・アセンズ・クラーク郡・サンディスプリングス広域都市圏 | 6,942,683 34,772 | アトランタ・サンディスプリングス・アルファレッタ都市圏 | 6,071,315      | ジョージア州ヘンリー郡           | 240,712   |
| アトランタ・アセンズ・クラーク郡・サンディスプリングス広域都市圏 | 6,942,683 34,772 | アトランタ・サンディスプリングス・アルファレッタ都市圏 | 6,071,315      | ジョージア州ポールディング郡     | 168,661   |
| アトランタ・アセンズ・クラーク郡・サンディスプリングス広域都市圏 | 6,942,683 34,772 | アトランタ・サンディスプリングス・アルファレッタ都市圏 | 6,071,315      | ジョージア州コウェタ郡           | 146,158   |
| アトランタ・アセンズ・クラーク郡・サンディスプリングス広域都市圏 | 6,942,683 34,772 | アトランタ・サンディスプリングス・アルファレッタ都市圏 | 6,071,315      | ジョージア州ダグラス郡           | 144,237   |
| アトランタ・アセンズ・クラーク郡・サンディスプリングス広域都市圏 | 6,942,683 34,772 | アトランタ・サンディスプリングス・アルファレッタ都市圏 | 6,071,315      | ジョージア州ファイエット郡       | 119,194   |
| アトランタ・アセンズ・クラーク郡・サンディスプリングス広域都市圏 | 6,942,683 34,772 | アトランタ・サンディスプリングス・アルファレッタ都市圏 | 6,071,315      | ジョージア州キャロル郡           | 119,148   |
| アトランタ・アセンズ・クラーク郡・サンディスプリングス広域都市圏 | 6,942,683 34,772 | アトランタ・サンディスプリングス・アルファレッタ都市圏 | 6,071,315      | ジョージア州ニュートン郡         | 112,483   |
| アトランタ・アセンズ・クラーク郡・サンディスプリングス広域都市圏 | 6,942,683 34,772 | アトランタ・サンディスプリングス・アルファレッタ都市圏 | 6,071,315      | ジョージア州バートウ郡           | 108,901   |
| アトランタ・アセンズ・クラーク郡・サンディスプリングス広域都市圏 | 6,942,683 34,772 | アトランタ・サンディスプリングス・アルファレッタ都市圏 | 6,071,315      | ジョージア州ウォルトン郡         | 96,673    |
| アトランタ・アセンズ・クラーク郡・サンディスプリングス広域都市圏 | 6,942,683 34,772 | アトランタ・サンディスプリングス・アルファレッタ都市圏 | 6,071,315      | ジョージア州ロックデール郡       | 93,570    |
| アトランタ・アセンズ・クラーク郡・サンディスプリングス広域都市圏 | 6,942,683 34,772 | アトランタ・サンディスプリングス・アルファレッタ都市圏 | 6,071,315      | ジョージア州バロウ郡             | 83,505    |
| アトランタ・アセンズ・クラーク郡・サンディスプリングス広域都市圏 | 6,942,683 34,772 | アトランタ・サンディスプリングス・アルファレッタ都市圏 | 6,071,315      | ジョージア州スポルディング郡     | 67,306    |
| アトランタ・アセンズ・クラーク郡・サンディスプリングス広域都市圏 | 6,942,683 34,772 | アトランタ・サンディスプリングス・アルファレッタ都市圏 | 6,071,315      | ジョージア州ピケンズ郡           | 33,216    |
| アトランタ・アセンズ・クラーク郡・サンディスプリングス広域都市圏 | 6,942,683 34,772 | アトランタ・サンディスプリングス・アルファレッタ都市圏 | 6,071,315      | ジョージア州ハラルソン郡         | 29,919    |
| アトランタ・アセンズ・クラーク郡・サンディスプリングス広域都市圏 | 6,942,683 34,772 | アトランタ・サンディスプリングス・アルファレッタ都市圏 | 6,071,315      | ジョージア州ドーソン郡           | 26,798    |
| アトランタ・アセンズ・クラーク郡・サンディスプリングス広域都市圏 | 6,942,683 34,772 | アトランタ・サンディスプリングス・アルファレッタ都市圏 | 6,071,315      | ジョージア州バッツ郡             | 25,434    |
| アトランタ・アセンズ・クラーク郡・サンディスプリングス広域都市圏 | 6,942,683 34,772 | アトランタ・サンディスプリングス・アルファレッタ都市圏 | 6,071,315      | ジョージア州メリウェザー郡       | 20,613    |
| アトランタ・アセンズ・クラーク郡・サンディスプリングス広域都市圏 | 6,942,683 34,772 | アトランタ・サンディスプリングス・アルファレッタ都市圏 | 6,071,315      | ジョージア州モーガン郡           | 20,097    |
| アトランタ・アセンズ・クラーク郡・サンディスプリングス広域都市圏 | 6,942,683 34,772 | アトランタ・サンディスプリングス・アルファレッタ都市圏 | 6,071,315      | ジョージア州パイク郡             | 18,889    |
| アトランタ・アセンズ・クラーク郡・サンディスプリングス広域都市圏 | 6,942,683 34,772 | アトランタ・サンディスプリングス・アルファレッタ都市圏 | 6,071,315      | ジョージア州ジャスパー郡         | 14,588    |
| アトランタ・アセンズ・クラーク郡・サンディスプリングス広域都市圏 | 6,942,683 34,772 | アトランタ・サンディスプリングス・アルファレッタ都市圏 | 6,071,315      | ジョージア州ハード郡             | 11,412    |
| アトランタ・アセンズ・クラーク郡・サンディスプリングス広域都市圏 | 6,942,683 34,772 | アセンズ・クラーク郡都市圏                             | 215,415        | ジョージア州クラーク郡           | 128,671   |
| アトランタ・アセンズ・クラーク郡・サンディスプリングス広域都市圏 | 6,942,683 34,772 | アセンズ・クラーク郡都市圏                             | 215,415        | ジョージア州オコニー郡           | 41,799    |
| アトランタ・アセンズ・クラーク郡・サンディスプリングス広域都市圏 | 6,942,683 34,772 | アセンズ・クラーク郡都市圏                             | 215,415        | ジョージア州マディソン郡         | 30,120    |
| アトランタ・アセンズ・クラーク郡・サンディスプリングス広域都市圏 | 6,942,683 34,772 | アセンズ・クラーク郡都市圏                             | 215,415        | ジョージア州オグルソープ郡       | 14,825    |
| アトランタ・アセンズ・クラーク郡・サンディスプリングス広域都市圏 | 6,942,683 34,772 | ゲインズビル都市圏                                     | 203,136        | ジョージア州ホール郡             | 203,136   |
| アトランタ・アセンズ・クラーク郡・サンディスプリングス広域都市圏 | 6,942,683 34,772 | ラグランジ小都市圏                                     | 104,198 34,772 | ジョージア州トループ郡           | 69,426    |
| アトランタ・アセンズ・クラーク郡・サンディスプリングス広域都市圏 | 6,942,683 34,772 | ラグランジ小都市圏                                     | 104,198 34,772 | チェンバース郡                   | 34,772    |
| アトランタ・アセンズ・クラーク郡・サンディスプリングス広域都市圏 | 6,942,683 34,772 | ローム都市圏                                           | 98,584         | ジョージア州フロイド郡           | 98,584    |
| アトランタ・アセンズ・クラーク郡・サンディスプリングス広域都市圏 | 6,942,683 34,772 | ジェファーソン小都市圏                                 | 75,907         | ジョージア州ジャクソン郡         | 75,907    |
| アトランタ・アセンズ・クラーク郡・サンディスプリングス広域都市圏 | 6,942,683 34,772 | カルフーン小都市圏                                     | 57,544         | ジョージア州ゴードン郡           | 57,544    |
| アトランタ・アセンズ・クラーク郡・サンディスプリングス広域都市圏 | 6,942,683 34,772 | コーネリア小都市圏                                     | 46,031         | ジョージア州ハーバーシャム郡     | 46,031    |
| アトランタ・アセンズ・クラーク郡・サンディスプリングス広域都市圏 | 6,942,683 34,772 | シーダータウン小都市圏                                 | 42,853         | ジョージア州ポーク郡             | 42,853    |
| アトランタ・アセンズ・クラーク郡・サンディスプリングス広域都市圏 | 6,942,683 34,772 | トーマストン小都市圏                                   | 27,700         | ジョージア州アプソン郡           | 27,700    |
|                                                                  |                  | トロイ小都市圏                                         | 33,009         | パイク郡                         | 33,009    |
|                                                                  |                  | ユーファウラ小都市圏                                   | 27,458 25,223  | バーバー郡                       | 25,223    |
| ジョージア州クイットマン郡                                       | 2,235            | ユーファウラ小都市圏                                   | 27,458 25,223  |                                  |           |
| （設定無し）                                                     | （設定無し）     | （設定無し）                                           | （設定無し）   | コビントン郡                     | 37,570    |
| （設定無し）                                                     | （設定無し）     | （設定無し）                                           | （設定無し）   | エスカンビア郡                   | 36,757    |
| （設定無し）                                                     | （設定無し）     | （設定無し）                                           | （設定無し）   | マリオン郡                       | 29,341    |
| （設定無し）                                                     | （設定無し）     | （設定無し）                                           | （設定無し）   | チェロキー郡                     | 24,971    |
| （設定無し）                                                     | （設定無し）     | （設定無し）                                           | （設定無し）   | ウィンストン郡                   | 23,540    |
| （設定無し）                                                     | （設定無し）     | （設定無し）                                           | （設定無し）   | クラーク郡                       | 23,087    |
| （設定無し）                                                     | （設定無し）     | （設定無し）                                           | （設定無し）   | ランドルフ郡                     | 21,967    |
| （設定無し）                                                     | （設定無し）     | （設定無し）                                           | （設定無し）   | モンロー郡                       | 19,772    |
| （設定無し）                                                     | （設定無し）     | （設定無し）                                           | （設定無し）   | マレンゴ郡                       | 19,323    |
| （設定無し）                                                     | （設定無し）     | （設定無し）                                           | （設定無し）   | バトラー郡                       | 19,051    |
| （設定無し）                                                     | （設定無し）     | （設定無し）                                           | （設定無し）   | ファイエット郡                   | 16,321    |
| （設定無し）                                                     | （設定無し）     | （設定無し）                                           | （設定無し）   | ワシントン郡                     | 15,388    |
| （設定無し）                                                     | （設定無し）     | （設定無し）                                           | （設定無し）   | クリバーン郡                     | 15,056    |
| （設定無し）                                                     | （設定無し）     | （設定無し）                                           | （設定無し）   | クレイ郡                         | 14,236    |
| （設定無し）                                                     | （設定無し）     | （設定無し）                                           | （設定無し）   | ラマー郡                         | 13,972    |
| （設定無し）                                                     | （設定無し）     | （設定無し）                                           | （設定無し）   | クレンショー郡                   | 13,194    |
| （設定無し）                                                     | （設定無し）     | （設定無し）                                           | （設定無し）   | チョクトー郡                     | 12,665    |
| （設定無し）                                                     | （設定無し）     | （設定無し）                                           | （設定無し）   | サムター郡                       | 12,345    |
| （設定無し）                                                     | （設定無し）     | （設定無し）                                           | （設定無し）   | カネッカー郡                     | 11,597    |
| （設定無し）                                                     | （設定無し）     | （設定無し）                                           | （設定無し）   | ウィルコックス郡                 | 10,600    |
| （設定無し）                                                     | （設定無し）     | （設定無し）                                           | （設定無し）   | ブロック郡                       | 10,357    |
| （設定無し）                                                     | （設定無し）     | （設定無し）                                           | （設定無し）   | ペリー郡                         | 8,511     |

## 註
1. ↑  QuickFacts. U.S. Census Bureau. 2020年.
2. ↑  OMB Bulletin No. 23-01, Revised Delineations of Metropolitan Statistical Areas, Micropolitan Statistical Areas, and Combined Statistical Areas, and Guidance on Uses of the Delineations of These Areas. Office of Management and Budget. 2023年7月21日.